# Osimo
Osimo is een gemeente in de Italiaanse provincie Ancona (regio Marche) en telt 30.239 inwoners (31-12-2004). De oppervlakte bedraagt 105,4 km², de bevolkingsdichtheid is 287 inwoners per km².
De volgende frazioni maken deel uit van de gemeente: Osimo Stazione, Passatempo, Casenuove, Campocavallo, Padiglione, Abbadia, San Paterniano, Santo Stefano, San Biagio.

## Demografie
Osimo telt ongeveer 11495 huishoudens. Het aantal inwoners steeg in de periode 1991-2001 met 5,3% volgens cijfers uit de tienjaarlijkse volkstellingen van ISTAT.
| Jaar | Inwoneraantal |
| ---- | ------------- |
| 1991 | 27.938        |
| 2001 | 29.431        |

## Geografie
Osimo grenst aan de volgende gemeenten: Ancona, Camerano, Filottrano, Offagna, Castelfidardo.

## Geboren
- Luigi Fagioli (1898-1952), Formule 1-coureur
- Gloria Pizzichini (1975), tennisspeelster